# Madonna Trivulzio
La Madonna Trivulzio (Madonna dell'Umiltà con angeli e santi carmelitani) è una tempera su tavola trasportata su tela, (62×167,5 cm) di Fra Filippo Lippi, databile al 1429-1432 e conservata nella Pinacoteca del Castello Sforzesco a Milano. Rappresenta uno dei capolavori della pittura di transizione a Firenze verso il 1430.

## Storia
L'opera è una delle prime tavole conosciute di Filippo Lippi, dipinta quando il frate era poco più che ventenne ed era profondamente influenzato dal suo maestro Masaccio, da poco scomparso.
Destinata originariamente alla chiesa fiorentina del Carmine, fu forse commissionato dalla confraternita di Sant'Alberto, che si dedicava alla cura dei fanciulli. La forma inusuale della pala fa pensare che fosse stata dipinta in sostituzione di un dossale duecentesco. Potrebbe essere la prima Madonna quattrocentesca ambientata su un fondo azzurro anziché oro.
Dopo le soppressioni finì in epoca imprecisata nella collezione privata della famiglia Rinuccini di Firenze e da qui, per via ereditaria ai Trivulzio. Nel 1935 la collezione del principe Luigi Alberico Trivulzio fu oggetto di una delle più importanti transazione d'arte in Italia. Contesa fra Torino e Milano, venne poi destinata alla città lombarda tranne alcuni pezzi, come un ritratto virile di Antonello da Messina (Galleria Sabauda).

## Descrizione

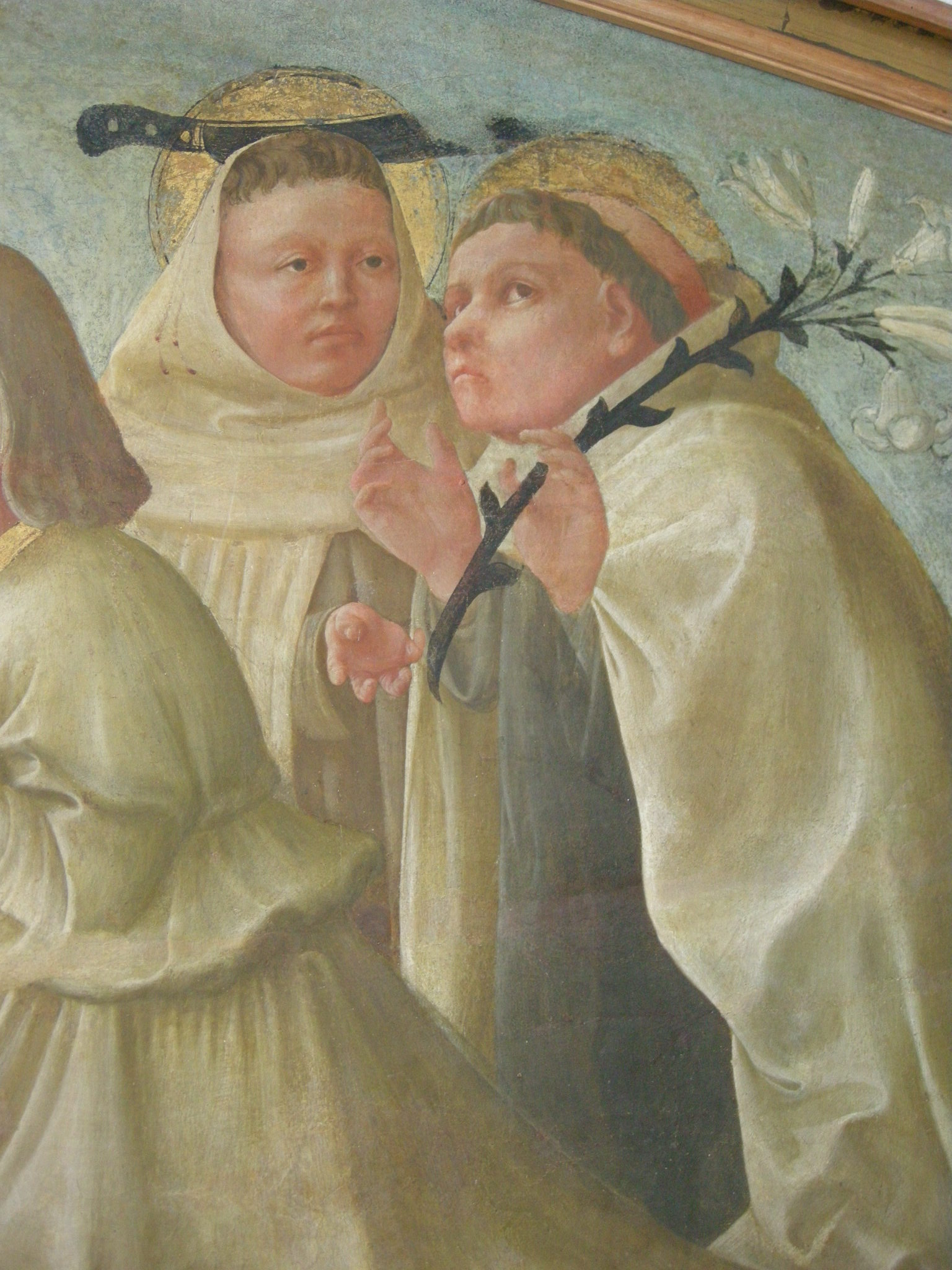
Dettaglio

La tavola mostra una Madonna dell'Umiltà (Madonna col Bambino seduta in terra), circondata a esedra da sei angeli "apteri" (senza ali) e privi di aureola, oltre a tre santi carmelitani: a sinistra Angela di Boemia e a destra Angelo di Licata (con il coltello in testa) e Alberto da Trapani (con il giglio). Questi ultimi due sono raffigurati come fanciulli.
Tutti i personaggi attorno a Maria sono inginocchiati ed indossano ampie vesti. In particolare l'angelo in primo piano a destra ha una tunica che disegna un'ampia corolla, con un panneggio ricco e articolato.
Potrebbe essere la prima Madonna del Quattrocento ad essere ambientata in uno sfondo azzurro-cielo invece che oro.

## Stile
I personaggi sono dipinti con un solido volume, che dà impressione di figure spesse e massicce come statue. Questo effetto, usato da Masaccio (si pensi alla Sant'Anna Metterza), era ottenuto con un uso particolarmente incisivo del chiaroscuro, con ampie campiture di colore e con un ricorso a forme semplificate, quasi dilatate.
Tra i personaggi è presente un gioco di sguardi incrociati, che spinge l'osservatore a traguardare il dipinto da parte a parte, seguendo le linee invisibili delle occhiate. Un tale effetto venne usato per la prima volta nella Cappella Brancacci (1424-1426 circa), dove forse partecipò lo stesso Lippi come assistente e che comunque ebbe sicuramente modo di studiare, essendo frate in quel convento.
Nella vivacità delle espressioni fanciullesche, alcune sperimentate per la prima volta in pittura, si colgono citazioni tratte dalla vita quotidiana, ispirate anche da opere di artisti dell'ultima generazione, quali il pulpito del duomo di Prato di Donatello (dal 1428) e la cantoria di Luca della Robbia (1431-1438).
La leggibilità dell'opera è compromessa da un mediocre stato di conservazione, che ha alterato i colori e, in alcuni punti, fatto perdere le velature originali del dipinti. Restano nonostanteciò alcuni episodi di virtuosismo, come la resa delle mani velate della beata Angela.